# Serhij Šmatovalenko
Serhij Serhijovyč Šmatovalenko (in ucraino Сергій Сергійович Шматоваленко?, in russo Сергей Сергеевич Шматоваленко?, Sergej Sergeevič Šmatovalenko; Odessa, 20 gennaio 1967) è un allenatore di calcio ed ex calciatore sovietico e ucraino, di ruolo difensore.

## Carriera

### Club
Dopo un’apparizione con il Čornomorec Odessa nel 1984, Šmatovalenko prosegue la carriera con lo SKA Odessa, dove disputa 51 partite segnando 4 gol tra il 1985 e il 1986. Nel 1987 si trasferisce al CSKA Mosca, con cui gioca 15 partite.
Nel 1987 viene ingaggiato dalla Dinamo Kiev, club con cui rimane per oltre un decennio. Con la Dinamo disputa 213 partite in prima squadra e segna 4 reti. Parallelamente, gioca anche con le squadre riserve del club: la Dinamo-2 Kiev (26 presenze tra il 1996 e il 1998) e la Dinamo-3 Kiev (1 presenza nel 1998-1999).
Nel 1999 passa al Kryl'ja Sovetov Samara in Russia, dove colleziona 7 presenze. Conclude la carriera al Sheriff Tiraspol in Moldavia, dove gioca 11 partite nella stagione 1999-2000.

### Nazionale
Nel corso della carriera rappresenta sia l’Unione Sovietica che l’Ucraina. Con la nazionale maggiore sovietica gioca 2 partite tra il 1988 e il 1990. Successivamente, veste la maglia della nazionale ucraina in 8 occasioni tra il 1992 e il 1996.
A livello giovanile, fa parte della nazionale sovietica Under-21 che conquista il titolo europeo nel 1990.

### Allenatore
Dopo il ritiro intraprende la carriera da allenatore, principalmente in qualità di vice. Lavora inizialmente con la nazionale ucraina Under-19 (2002-2003), per poi entrare nello staff tecnico della Dinamo Kiev: vice alla Dinamo-2 Kiev (2004-2007), alla formazione Under-21 (2014-2016, poi dal 2017 in poi) e alla formazione Under-19 (2016-2017).

## Statistiche

### Cronologia presenze e reti in nazionale
| Cronologia completa delle presenze e delle reti in nazionale ― Unione Sovietica | Cronologia completa delle presenze e delle reti in nazionale ― Unione Sovietica | Cronologia completa delle presenze e delle reti in nazionale ― Unione Sovietica | Cronologia completa delle presenze e delle reti in nazionale ― Unione Sovietica | Cronologia completa delle presenze e delle reti in nazionale ― Unione Sovietica | Cronologia completa delle presenze e delle reti in nazionale ― Unione Sovietica | Cronologia completa delle presenze e delle reti in nazionale ― Unione Sovietica | Cronologia completa delle presenze e delle reti in nazionale ― Unione Sovietica |
| Data                                                                            | Città                                                                           | In casa                                                                         | Risultato                                                                       | Ospiti                                                                          | Competizione                                                                    | Reti                                                                            | Note                                                                            |
| ------------------------------------------------------------------------------- | ------------------------------------------------------------------------------- | ------------------------------------------------------------------------------- | ------------------------------------------------------------------------------- | ------------------------------------------------------------------------------- | ------------------------------------------------------------------------------- | ------------------------------------------------------------------------------- | ------------------------------------------------------------------------------- |
| 21/09/1988                                                                      | Düsseldorf                                                                      | Germania Ovest                                                                  | 1 – 0                                                                           | Unione Sovietica                                                                | Amichevole                                                                      | -                                                                               | 1 Autogol 71’                                                                   |
| 16/05/1990                                                                      | Ramat Gan                                                                       | Israele                                                                         | 3 – 2                                                                           | Unione Sovietica                                                                | Amichevole                                                                      | -                                                                               |                                                                                 |
| Totale                                                                          |                                                                                 | Presenze                                                                        | 2                                                                               |                                                                                 | Reti                                                                            | 0                                                                               |                                                                                 |

| Cronologia completa delle presenze e delle reti in nazionale ― Ucraina | Cronologia completa delle presenze e delle reti in nazionale ― Ucraina | Cronologia completa delle presenze e delle reti in nazionale ― Ucraina | Cronologia completa delle presenze e delle reti in nazionale ― Ucraina | Cronologia completa delle presenze e delle reti in nazionale ― Ucraina | Cronologia completa delle presenze e delle reti in nazionale ― Ucraina | Cronologia completa delle presenze e delle reti in nazionale ― Ucraina | Cronologia completa delle presenze e delle reti in nazionale ― Ucraina |
| Data                                                                   | Città                                                                  | In casa                                                                | Risultato                                                              | Ospiti                                                                 | Competizione                                                           | Reti                                                                   | Note                                                                   |
| ---------------------------------------------------------------------- | ---------------------------------------------------------------------- | ---------------------------------------------------------------------- | ---------------------------------------------------------------------- | ---------------------------------------------------------------------- | ---------------------------------------------------------------------- | ---------------------------------------------------------------------- | ---------------------------------------------------------------------- |
| 26/08/1992                                                             | Nyíregyháza                                                            | Ungheria                                                               | 2 – 1                                                                  | Ucraina                                                                | Amichevole                                                             | -                                                                      | 88’                                                                    |
| 03/06/1994                                                             | Sofia                                                                  | Bulgaria                                                               | 1 – 1                                                                  | Ucraina                                                                | Amichevole                                                             | -                                                                      |                                                                        |
| 12/10/1994                                                             | Kiev                                                                   | Ucraina                                                                | 0 – 0                                                                  | Slovenia                                                               | Qual. Euro 1996                                                        | -                                                                      |                                                                        |
| 25/03/1995                                                             | Zagabria                                                               | Croazia                                                                | 4 – 0                                                                  | Ucraina                                                                | Qual. Euro 1996                                                        | -                                                                      |                                                                        |
| 26/04/1995                                                             | Tallinn                                                                | Estonia                                                                | 0 – 1                                                                  | Ucraina                                                                | Qual. Euro 1996                                                        | -                                                                      |                                                                        |
| 11/10/1995                                                             | Lubiana                                                                | Slovenia                                                               | 3 – 2                                                                  | Ucraina                                                                | Qual. Euro 1996                                                        | -                                                                      |                                                                        |
| 09/04/1996                                                             | Chișinău                                                               | Moldavia                                                               | 2 – 2                                                                  | Ucraina                                                                | Amichevole                                                             | -                                                                      |                                                                        |
| 01/05/1996                                                             | Samsun                                                                 | Turchia                                                                | 3 – 2                                                                  | Ucraina                                                                | Amichevole                                                             | -                                                                      | 46’                                                                    |
| Totale                                                                 |                                                                        | Presenze                                                               | 8                                                                      |                                                                        | Reti                                                                   | 0                                                                      |                                                                        |

## Palmarès

### Club

#### Competizioni nazionali
- Campionato sovietico: 1

Dinamo Kiev: 1990
- Coppa dell'Unione Sovietica: 1

Dinamo Kiev: 1989-1990
- Campionato ucraino: 6

Dinamo Kiev: 1992-1993, 1993-1994, 1994-1995, 1995-1996, 1996-1997, 1997-1998
- Coppa d'Ucraina: 3

Dinamo Kiev: 1992-1993, 1995-1996, 1997-1998

#### Competizioni internazionali
- Coppa dei Campioni della CSI: 3

Dinamo Kiev: 1996, 1997, 1998